# 波斯塔
波斯塔（義大利語：Posta），是意大利列蒂省的一个市镇。总面积66.2平方公里，人口731人，人口密度11.0人/平方公里（2009年）。ISTAT代码为057057。